# Legendary Lovers
Albums de Dogs
Too Much Class for the Neighbourhood
(1982) Shout!
(1985)
Singles
1. M.A.U.R.E.E.N.
Sortie : 1983
2. Secrets
Sortie : 1984

Legendary Lovers est un album des Dogs, sorti en octobre 1983.
Produit par Vic Maile (en), il contient 11 titres dont une reprise de Gene Vincent (Bird Doggin').

## Accueil
Selon l'édition française du magazine Rolling Stone, cet album est le 89e meilleur album de rock français.

## Liste des pistes
| No  | Titre                        | Durée |
| --- | ---------------------------- | ----- |
| 1.  | Little Johnny Jet            | 3:21  |
| 2.  | Everything But Love          | 2:29  |
| 3.  | Never Come Back              | 3:20  |
| 4.  | Secrets                      | 3:33  |
| 5.  | I'm Just Losing That Girl    | 1:44  |
| 6.  | Can't Find My Way            | 3:51  |
| 7.  | M.A.U.R.E.E.N.               | 3:24  |
| 8.  | If You Don't Want Me No More | 3:01  |
| 9.  | Bird Doggin'                 | 3:02  |
| 10. | Be My Lover                  | 4:02  |
| 11. | I Got Somebody               | 3:11  |

### Pistes bonus (réédition CD)
| No  | Titre                       | Durée |
| --- | --------------------------- | ----- |
| 12. | Legendary Lovers            | 3:59  |
| 13. | Secrets (version française) | 3:13  |